# Caroline in the City
Caroline in the City  è una serie televisiva statunitense in 97 episodi trasmessi per la prima volta nel corso di 4 stagioni dal 1995 al 1999.

## Trama
Caroline Duffy è una vivace e brillante giovane donna che lavora come cartoonist disegnando la serie a fumetti Caroline in the City, ha un gatto di nome Salty ed è innamorata di Richard, un suo collega pittore che sbarca il lunario come colorista.

## Personaggi
- Caroline Duffy (97 episodi, 1995-2000), interpretata da	Lea Thompson, una fumettista di successo.
- Del Cassidy (97 episodi, 1995-2000), interpretato da	Eric Lutes, ex fidanzato di Caroline.
- Richard Karinsky (97 episodi, 1995-2000), interpretato da	Malcolm Gets, pittore e collega di Caroline.
- Annie Spadaro (97 episodi, 1995-2000), interpretata da	Amy Pietz, vicina di casa e amica di Caroline, è una ballerina professionista.
- Charlie (74 episodi, 1995-1999), interpretato da	Andrew Lauer.
- Remo (40 episodi, 1995-1998), interpretato da	Tom La Grua, proprietario di un ristorante italiano dove gli amici si ritrovano.
- Julia Karinsky (20 episodi, 1997-1998), interpretata da	Sofia Milos.
- Angie Spadaro (14 episodi, 1996-1999), interpretata da	Candice Azzara.
- Johnny (14 episodi, 1995-1997), interpretato da	John Mariano.
- Trevor (9 episodi, 1997-1998), interpretato da	Robert Gant.
- Joe DeStefano (8 episodi, 1996-1997), interpretato da	Mark Feuerstein.
- Randy (5 episodi, 1999), interpretato da	Anthony Tyler Quinn.
- Shelly (5 episodi, 1995-1996), interpretata da	Lauren Graham.
- Dave (3 episodi, 1998-2000), interpretato da	Bob Clendenin.
- Reg Preston (3 episodi, 1998-1999), interpretato da	Reginald Ballard.
- Margaret Duffy (3 episodi, 1998-1999), interpretata da	Edie McClurg.
- Vicki (3 episodi, 1996), interpretata da	Tia Riebling.
- Bill (3 episodi, 1998-2000), interpretato da	Phil Lord.
- Fred Duffy (3 episodi, 1996-1999), interpretato da	Earl Holliman.
- Cliff (3 episodi, 1998-2000), interpretato da	Christopher Miller.
- Pete Spadaro (3 episodi, 1996-1998), interpretato da	Adam Ferrara.

## Produzione
La serie fu prodotta da Barron/Pennette Productions e Three Sisters Entertainment e girata  a Los Angeles in California.

### Registi
Tra i registi della serie sono accreditati:
- James Burrows (21 episodi, 1995-1998)
- Ted Wass (17 episodi, 1998-2000)
- Will Mackenzie (14 episodi, 1996-1998)
- Tom Cherones (9 episodi, 1995-1996)
- Shelley Jensen (5 episodi, 1997-1999)
- Michael Zinberg (5 episodi, 1997-1998)
- Howard Deutch (4 episodi, 1996-1998)
- Gordon Hunt (4 episodi, 1996)
- Andrew Tsao (4 episodi, 1997)
- Arlene Sanford (3 episodi, 1997)
- Rod Daniel (2 episodi, 1995)
- Peter Chakos (2 episodi, 1998)

## Distribuzione
La serie fu trasmessa negli Stati Uniti dal 1995 al 1999 sulla rete televisiva NBC. In Italia è stata trasmessa su LA7 con il titolo Caroline in the City.
Alcune delle uscite internazionali sono state:
- negli Stati Uniti il 21 settembre 1995 (Caroline in the City)
- in Australia il 9 dicembre 1996
- in Croazia il 26 dicembre 1996
- in Francia il 1997 (Caroline in the City)
- in Svezia il 17 gennaio 1997 (Singel i stan)
- in Finlandia il 22 agosto 1997 (Caroline)
- in Spagna il 2 settembre 1997 (Los líos de Caroline)
- in Germania il 14 giugno 2002
- in Italia (Caroline in the City)
- in Portogallo (Carolina na Cidade)
- in Ungheria (Caroline New Yorkban)
- in Danimarca (Caroline, karrieren og kærligheden)

## Episodi
| Stagione         | Episodi | Prima TV USA | Prima TV Italia |
| ---------------- | ------- | ------------ | --------------- |
| Prima stagione   | 24      | 1995-1996    | 2000            |
| Seconda stagione | 25      | 1996-1997    |                 |
| Terza stagione   | 26      | 1997-1998    |                 |
| Quarta stagione  | 22      | 1998-1999    |                 |